# Адеола, Раймонд Оламилекан
Раймонд Оламилекан Адеола (англ. Raymond Olamilekan Adeola; род. 12 мая 2001, Абуджа) — нигерийский футболист, полузащитник клуба «Гомель».

## Карьера

### «Гомель»
Воспитанник нигерийский футбольной академии Аруны Бабангиды, кем и был первый тренер футболиста. Первым профессиональным клубом для футболиста стала молдавская «Суклея», в которой тот находился в период с 2020 по 2021 года. В марте 2021 года перешёл в белорусский клуб «Гомель». Дебютировал за клуб 22 июня 2021 года в Кубке Беларуси против «Орши». В чемпионате дебютировал 15 августа 2021 года в матче против гродненского «Немана», выйдя на замену на 80 минуте матча. Сам же футболист продолжал успешно выступать в дублирующем составе гомельского клуба. Так в 24 туре чемпионата дублёров игрок оформил хет-трик в ворота дублёров из брестского «Динамо». По итогу сезона 2021 года Адеола отметился 20 забитыми голами и стал вторым бомбардиром турнира дублёров.
Новый сезон 2022 года начал как игрок основной команды, выбив минское «Динамо» из Кубка Беларуси и выйдя в полуфинал турнира. В чемпионате также отыграл свой первый полный матч 20 марта 2022 года против дзержинского «Арсенала». В матче 11 апреля 2022 года против «Белшины» отличился двумя результативными передачами. Первый свой гол в Высшей лиге забил 22 апреля 2022 года против борисовского БАТЭ. 27 апреля 2022 года в ответном полуфинальном матче Кубка Беларуси уступил с командой один мяч «Витебску», однако по сумме двух матчей вышел в финал турнира. Стал обладателем Кубка Беларуси, одолев в финале борисовский БАТЭ, где на 67 минуте матча отдал результативную передачу, благодаря которой гомельчане вырвались по счёту вперёд. Свой дебютный матч в европейском кубке сыграл 21 июля 2022 года в матче второго квалификационного раунда против греческого «Ариса», где в самом начале матча принял подачу, отдав передачу на Яна Аффи, который затем рикошетом от игрока соперника отправил мяч в ворота. 

### «Родина»

#### Сезон 2022/23
В августе 2022 года перешёл в российский клуб «Родина». Сумма трансфера составила около 80 тысяч евро. Весь август 2022 года провёл в «Гомеле», поддерживая форму, пока оформляются все необходимые документы для беспрепятственного переезда в российскую команду. Официально был представлен российским клубом 3 сентября 2022 года. Дебютировал за клуб 11 сентября 2022 года в матче против «Акрона», выйдя в стартовом составе и отыграв весь матч. В январе 2023 года агент футболиста сообщил, что тот меняет клуб на правах годичной аренды. По информации источников в январе 2023 года футболист был близок к переходу в минское «Динамо». Вскоре агент футболиста подтвердил, что тот станет игроком минского клуба, хотя интерес также был и со стороны кипрских клубов. Спустя пару дней по сообщениям источников трансфер игрока в белорусский клуб не состоялся. В марте 2023 года был прооперирован и выбыл из распоряжения российского клуба до конца сезона.

#### Аренда в «Гомель»
Летом 2023 года снова стала появляться информация о том, что футболист может вернуться в «Гомель» на правах арендного соглашения до конца сезона. В августе 2023 года официально вернулся в белорусский клуб на правах арендного соглашения до конца сезона. Первый матч сыграл 12 августа 2023 года против новополоцкого «Нафтана», выйдя на поле в стартовом составе. Первым результативным действием за клуб отличился 22 августа 2023 года против гродненского «Немана», отдав голевую передачу. Стал лучшим игроком клуба по итогу августа 2023 года. Первый гол в сезоне забил 22 сентября 2023 года в матче против «Минска». Также футболист признавался лучшим игроком клуба по итогам сентября и октября 2023 года. На протяжении сезона был в клубе ключевым игроком, отличившись 3 забитыми голами и 6 результативными передачами. По итогу сезона вместе с клубом завершил чемпионат на итоговом шестом месте. По окончании срока арендного соглашения покинул белорусский клуб.

### «Динамо» Минск
В декабре 2023 года появилась информация, что футболист вместе с российским клубом отправился на сборы после возвращения из арендного соглашения. В феврале 2024 года появилась информация, что футболист на правах арендного соглашения может стать игроком мозырской «Славии». Позже футболист сообщил, что присоединиться на правах аренды к одному из белорусских клубов, где помимо мозырской «Славии» также были «Гомель», минское «Динамо» и солигорский «Шахтёр». Вскоре в феврале 2024 года на правах свободного агента официально присоединился к минскому «Динамо», подписав контракт до конца сезона. Дебютировал за клуб 2 марта 2024 года в матче за Суперкубок Беларуси, где в серии пенальти уступили жодинскому «Торпедо-БелАЗ». Первый матч в чемпионате сыграл 16 марта 2024 года против «Сморгони», выйдя на замену на 40 минуте и забил дебютные голы, оформив дубль. В июле 2024 года вместе с клубом отправился на квалификационные матчи Лиги чемпионов УЕФА и Лиги Европы УЕФА, однако квалифицировался в Лигу конференций УЕФА. Дебютный матч на групповом этапе еврокубкового турнира сыграл 3 октября 2024 года против шотландского клуба «Харт оф Мидлотиан», выйдя на замену на 72 минуте. Досрочно стал победителем чемпионата Беларуси. В матче 28 ноября 2024 года против датского «Копенгагена» отличился забитым голом. На протяжении сезона выступал за клуб в роли одного из основных игроков, отличившись 6 забитыми голами во всех турнирах. В январе 2025 года покинул белорусский клуб.

### «Астерас»
В январе 2025 года на правах свободного агента перешёл в греческий клуб «Астерас», где присоединился ко второй команде. По итогу основной части чемпионата второй состав греческого клуба остановился на предпоследнем месте в турнирной таблице, отправившись выступать в раунд на вылет. Дебютировал за клуб 5 апреля 2025 года в матче против клуба «Панахаики», выйдя на поле в стартовом составе. В своём следующем матче 13 апреля 2025 года против афинского клуба АЕК B отличился первым результативным действием, отдав голевую передачу. В заключительном матче чемпионата 4 мая 2025 года против клуба «Ханья» также вышел в стартовом составе, отыграл все 90 минут и отличился своей очередной результативной передачей. По итогу сезона вместе с клубом завершили раунд на вылет на итоговом третьем месте и сохранили прописку в дивизионе. Сам же провёл за клуб 4 матча в роли ключевого игрока, отличившись своими 2 результативными передачами.

### «Гомель»
В июне 2025 года по информации источников прибыл в расположение белорусского «Гомеля», в котором приступил к тренировкам. В августе 2025 года на правах свободного агента присоединился к гомельскому клубу, подписав контракт до конца сезона.

## Статистика выступлений
| Выступление      | Выступление      | Выступление      | Лига | Лига | Кубки | Кубки | Еврокубки | Еврокубки | Итого | Итого |
| Клуб             | Лига             | Сезон            | Игры | Голы | Игры  | Голы  | Игры      | Голы      | Игры  | Голы  |
| ---------------- | ---------------- | ---------------- | ---- | ---- | ----- | ----- | --------- | --------- | ----- | ----- |
| Суклея           | Лига 1           | 2020/21          | 0    | 0    | 0     | 0     | 0         | 0         | 0     | 0     |
| Суклея           | Итого            | Итого            | 0    | 0    | 0     | 0     | 0         | 0         | 0     | 0     |
| Гомель           | Высшая лига      | 2021             | 2    | 0    | 1     | 1     | 0         | 0         | 3     | 1     |
| Гомель           | Высшая лига      | 2022             | 15   | 2    | 5     | 3     | 2         | 0         | 22    | 5     |
| Гомель           | Итого            | Итого            | 17   | 2    | 6     | 4     | 2         | 0         | 25    | 6     |
| Родина           | Первая лига      | 2022/23          | 8    | 0    | 1     | 0     | 0         | 0         | 9     | 0     |
| Родина           | Итого            | Итого            | 8    | 0    | 1     | 0     | 0         | 0         | 9     | 0     |
| → Гомель         | Высшая лига      | 2023             | 14   | 3    | 0     | 0     | 0         | 0         | 14    | 3     |
| → Гомель         | Итого            | Итого            | 14   | 3    | 0     | 0     | 0         | 0         | 14    | 3     |
| Динамо (Минск)   | Высшая лига      | 2024             | 20   | 5    | 4     | 0     | 10        | 1         | 34    | 6     |
| Динамо (Минск)   | Итого            | Итого            | 20   | 5    | 4     | 0     | 10        | 1         | 34    | 6     |
| Астерас          | Суперлига        | 2024/25          | 0    | 0    | 0     | 0     | 0         | 0         | 0     | 0     |
| Астерас          | Итого            | Итого            | 0    | 0    | 0     | 0     | 0         | 0         | 0     | 0     |
| → Астерас B      | Суперлига 2      | 2024/25          | 4    | 0    | 0     | 0     | 0         | 0         | 4     | 0     |
| → Астерас B      | Итого            | Итого            | 4    | 0    | 0     | 0     | 0         | 0         | 4     | 0     |
| Всего за карьеру | Всего за карьеру | Всего за карьеру | 63   | 10   | 11    | 4     | 12        | 1         | 86    | 15    |

## Достижения
«Гомель»
- Обладатель Кубка Беларуси: 2021/22

«Динамо» Минск
- Чемпион Беларуси: 2024